# Constitution du Rojava
Lire en ligne

Consulter

La Constitution du Rojava ou Constitution des cantons du Rojava, officiellement nommée Charte du Contrat social, est la constitution provisoire de la région autonome syrienne autoproclamée sous le nom de Rojava. Elle fut adoptée le 29 janvier 2014, lorsque le Parti de l'union démocratique (PYD), affirmant représenter les habitants du Rojava, déclara l'autonomie des trois cantons sous son contrôle vis-à-vis de l'État syrien. L'article 12 de la Charte prévoit que le Rojava demeure une « partie intégrante de la Syrie » et constitue une mise en œuvre provisoire d'une future gouvernance fédérale syrienne dans cette région.
Les groupes d'extrême gauche européens, les féministes et certains médias occidentaux saluent cette constitution pour son affirmation explicite des droits des minorités, de l'égalité des sexes, ainsi que sa forme de démocratie directe connue sous le nom de confédéralisme démocratique.

## Contexte

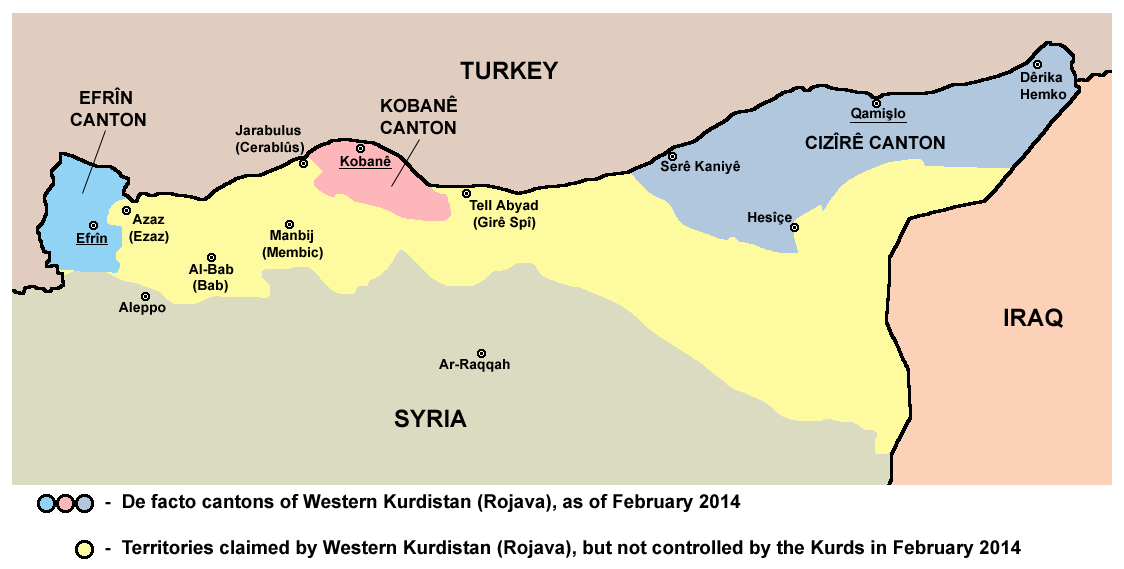
Zones contrôlées et revendiquées par les Kurdes syriens et leurs alliés (Février 2014).

Lorsque la guerre civile syrienne débuta en 2011, les partis kurdes syriens refusèrent de prendre parti. Lorsque les forces armées du gouvernement syrien se replièrent au milieu de l'année 2012 pour combattre ailleurs les rebelles essentiellement arabes, les groupes kurdes ont graduellement pris le contrôle de leur territoire. Le 12 juillet 2012, les deux principales alliances politiques au Rojava, le Parti de l'union démocratique (PYD) et le Conseil national kurde (KNC) instituèrent le Conseil suprême kurde (KSC) à titre d'instance fondamentale de gouvernance des trois cantons autoproclamés d'Afrine, de Kobané et de Djézireh. Un comité fut mis sur pied pour rédiger une constitution transitoire. Le PYD et son bras armé, les Unités de protection du peuple (YPG), en sont la force dominante. Le PYD essaya d'établir une gouvernance à parti unique en novembre 2013 mais, en janvier 2014, il donna son accord pour former un gouvernement de coalition avec le KNC.

## Contenu
Traduction française intégrale du Contrat Social du Rojava : https://blogs.mediapart.fr/maxime-azadi/blog/091114/le-contrat-social-de-rojava

Préambule
Nous, peuple des Régions autonomes démocratiques d’Afrin, de Jazira et Kobané, confédération de Kurdes, Arabes, Assyriens, Chaldéens, Araméens, Turkmènes, Arméniens et Tchétchènes, déclarons et établissons librement et solennellement cette Charte rédigée conformément aux principes de l’autonomie démocratique.
Dans l’objectif de la liberté, de la justice, de la dignité et de la démocratie, et dans le respect des principes d’égalité et de développement durable, cette Charte proclame un nouveau contrat social basé sur la coexistence et la compréhension mutuelles et pacifiques entre toutes les couches de la société. Cette charte protège les droits humains fondamentaux et les libertés, et réaffirme le droit des peuples à l’auto-détermination.
Par cette Charte, nous, peuple des Régions Autonomes, nous unissons dans l’esprit de réconciliation, de pluralisme et de participation démocratique pour que tous puissent s’exprimer librement dans la vie publique. Par la construction d’une société libre de l’autoritarisme, du militarisme, du centralisme et des interventions des autorités religieuses dans les affaires publiques, la Charte reconnaît l’intégrité territoriale de la Syrie et aspire au maintien de la paix intérieure et internationale.
Par l’établissement de cette Charte, nous déclarons un système politique et une administration civile fondés sur un contrat social qui réconcilie la riche mosaïque de la Syrie à travers une phase transitoire passant de la dictature, de la guerre civile et de la destruction à une nouvelle société démocratique dans laquelle la vie civique et la justice sociale seront préservées.

### Principes généraux (articles 1 à 12)
La région autonome du Rojava se compose des trois cantons d'Afrine, de Qamichli et de Kobané (art. 3).  Le canton de Qamichli a trois langues officielles : le kurde, l'arabe et le syriaque (art. 9).  Le Rojava est une partie intégrante de la Syrie (art. 12).

### Principes de base (articles 13 à 20)
La section « II Principes généraux » contient les principes de base. L'article 15 déclare les Unités de protection du peuple (YPG) comme la seule force militaire du Rojava.

### Droits et libertés (articles 21 à 44)
La section « III Droits et libertés » énumère les droits et libertés. L'article 21 fait référence à la Déclaration universelle des droits de l'homme, au Pacte international relatif aux droits civils et politiques et au Pacte international relatif aux droits économiques, sociaux et culturels.

### Assemblée législative (articles 45 à 53)
L'Assemblée législative de la région autonome du Rojava est élu au scrutin direct et secret pour un mandat de 4 ans (art. 45).  Toute personne âgé d'au moins 16 ans jouit du droit de vote ; toute personne âgée d'au moins 18 ans jouit du droit d'éligibilité (art. 49).

### Conseil exécutif (articles 54 à 62)
La section « V Conseil exécutif » décrit les responsabilités du Conseil exécutif.

### Conseil judiciaire (articles 63 à 75)
La section « VI Conseil judiciaire » décrit les responsabilités du Conseil de la magistrature.

### Haut-Commissariat aux élections (article 76)
La section « VII Commission supérieure des élections » décrit les responsabilités de la Commission supérieure des élections.

### Cour constitutionnelle suprême (articles 77 à 80)
La Cour constitutionnelle suprême se compose de 7 membres nommés par l'Assemblée législative (art. 77).  

### Règles générales (articles 81 à 96)
La section « IX Règles générales » énumère les règles générales, y compris les critères de modification de la Constitution et la loi martiale. L'article 95 énumère les organes du conseil exécutif:
```
   Corps des relations étrangères
```

```
   Corps de défense
```

```
   Corps des affaires internes
```

```
   Corps de justice
```

```
   Corps des conseils cantonaux et communaux et affiliés à ce comité de planification et de recensement
```

```
   Organe financier et affilié à celui-ci a) -Comité de la réglementation bancaire. b) - Comité des douanes et accises.
```

```
   Corps des affaires sociales
```

```
   Corps de l'éducation
```

```
   Corps de l'agriculture
```

```
   Corps d'énergie.
```

```
   Corps de santé
```

```
   Organe de coopération commerciale et économique
```

```
   Corps des martyrs et des anciens combattants
```

```
   Corps de la culture
```

```
   Corps de transport
```

```
   Corps de la jeunesse et des sports
```

```
   Ensemble de l'environnement, du tourisme et des objets historiques
```

```
   Corps des affaires religieuses
```

```
   Corps de la famille et égalité des sexes
```

```
   Corps des droits de l'homme.
```

```
   Corps de communications
```

```
   Corps de la sécurité alimentaire
```